# 波形接続型音声合成
波形接続合成（英: concatenative synthesis; あるいは素片接続型、素片連結方式、連結的合成）とは、録音された音の断片（「単位」と呼ばれる）を連結し合成する手法である。単位の長さに厳密な定義はないが、およそ10 ms～1秒程度の範囲である。この手法は音声合成や楽音合成で、多数の録音フレーズを集めたデータベース（音声コーパスや歌手ライブラリ、楽音コーパス）から、ユーザが指定したフレーズの音を生成するのに使用される。

## 技法
波形接続合成を実現するための様々な要素技術が提案されている。以下はその一例である：
- ピッチ同期重畳加算（PSOLA）: 素片の調整法[1]
- ビタビアルゴリズム: 素片列の選択法

## 音声
波形接続合成による音声合成は、「波形接続型音声合成」と表現される事がある。

## 音楽
音楽のための波形接続合成は、2000年代に特にSchwarzと Pachetの研究を通じて開発が始まった（musaicingとも呼ばれる）。基本技術は音声の場合と同様だが、音声と音楽の性質の違いにより相違がある: たとえば分割は音素や音節等の単位ではなく、ノートやイベント等のサブ単位で行なう。
波形接続合成による楽音合成の研究事例については、Schwarzがサーベイ結果を公開している。